# Souvenir de Georges Pernet
'Souvenir de Georges Pernet' est un cultivar de rosier obtenu avant 1920 par le rosiériste lyonnais Joseph Pernet-Ducher et introduit au commerce en 1921 par les Grandes Roseraies du Val de la Loire. Il rend hommage au fils de l'obtenteur, Georges Pernet, né le 11 septembre 1886 à Lyon et mort au combat le 24 juin 1915 dans les Vosges.

## Description
'Souvenir de Georges Pernet' est apprécié pour ses grosses fleurs pleines (26–40 pétales) de couleur rose foncé aux petits reflets jaunes très parfumées et pour sa floraison remontante. Il est très florifère et embaume les jardins. Ses fleurs mesurent 10 cm de diamètre.
Son buisson érigé possède des rameaux aux fortes épines et un feuillage vert bronze généreux. Il peut s'élever à 90 cm, parfois plus dans de bonnes conditions climatiques. Il est parfait pour éclairer le devant des plates bandes et pour former de petites haies. Il ne craint pas l'ombre. Il supporte le froid hivernal.
Ce rosier a connu un très grand succès entre les deux guerres tant en France qu'à l'étranger et continue de figurer en bonne place dans certains catalogues d'aujourd'hui grâce à son coloris raffiné. Il a besoin d'être soigné contre la maladie des taches noires.
Il est issu d'un semis non nommé et du pollen de 'Madame Édouard Herriot' (Pernet-Ducher, 1913).
Sa variété en rosier grimpant, pouvant atteindre 3 mètres, est plus répandue aujourd'hui.
Elle a été découverte, comme sport, en 1927 et commercialisée par Gaujard.
On peut l'admirer à la roseraie du Val-de-Marne à L'Haÿ-les-Roses ou encore à la roseraie de l'abbaye de Valsaintes.

## Distinctions
- Médaille d'or de Bagatelle 1923